# Мілаш (село)
Мілаш (рум. Milaș) — село у повіті Бистриця-Несеуд в Румунії. Адміністративний центр комуни Мілаш.
Село розташоване на відстані 294 км на північний захід від Бухареста, 35 км на південь від Бистриці, 63 км на схід від Клуж-Напоки.

## Населення
За даними перепису населення 2002 року у селі проживали 659 осіб. Рідною мовою 658 осіб (99,8%) назвали румунську.
Національний склад населення села:
| Національність | Кількість осіб | Відсоток |
| -------------- | -------------- | -------- |
| румуни         | 574            | 87,1%    |
| цигани         | 82             | 12,4%    |